# Capitolio del Estado de Luisiana
El Capitolio del Estado de Luisiana es la sede del gobierno del estado de Luisiana, en Estados Unidos. Está situado en la ciudad de Baton Rouge, 

## Historia y características
El edificio, que tiene 137,6 m de altura y se trata del capitolio estatal más alto en Estados Unidos, fue proyectado en 1929 durante el mandato del gobernador Huey Long, y construido en estilo art déco entre 1931 y 1932.